# Zeugenbergrunde
Die Zeugenbergrunde ist ein 48,3 Kilometer langer Rundwanderweg im Oberpfälzer Jura rings um Neumarkt in der Oberpfalz. Sie verbindet den Trauf der mittleren Fränkischen Alb im Osten Neumarkts mit den wichtigsten Zeugenbergen im Westen der Stadt.

## Wegverlauf

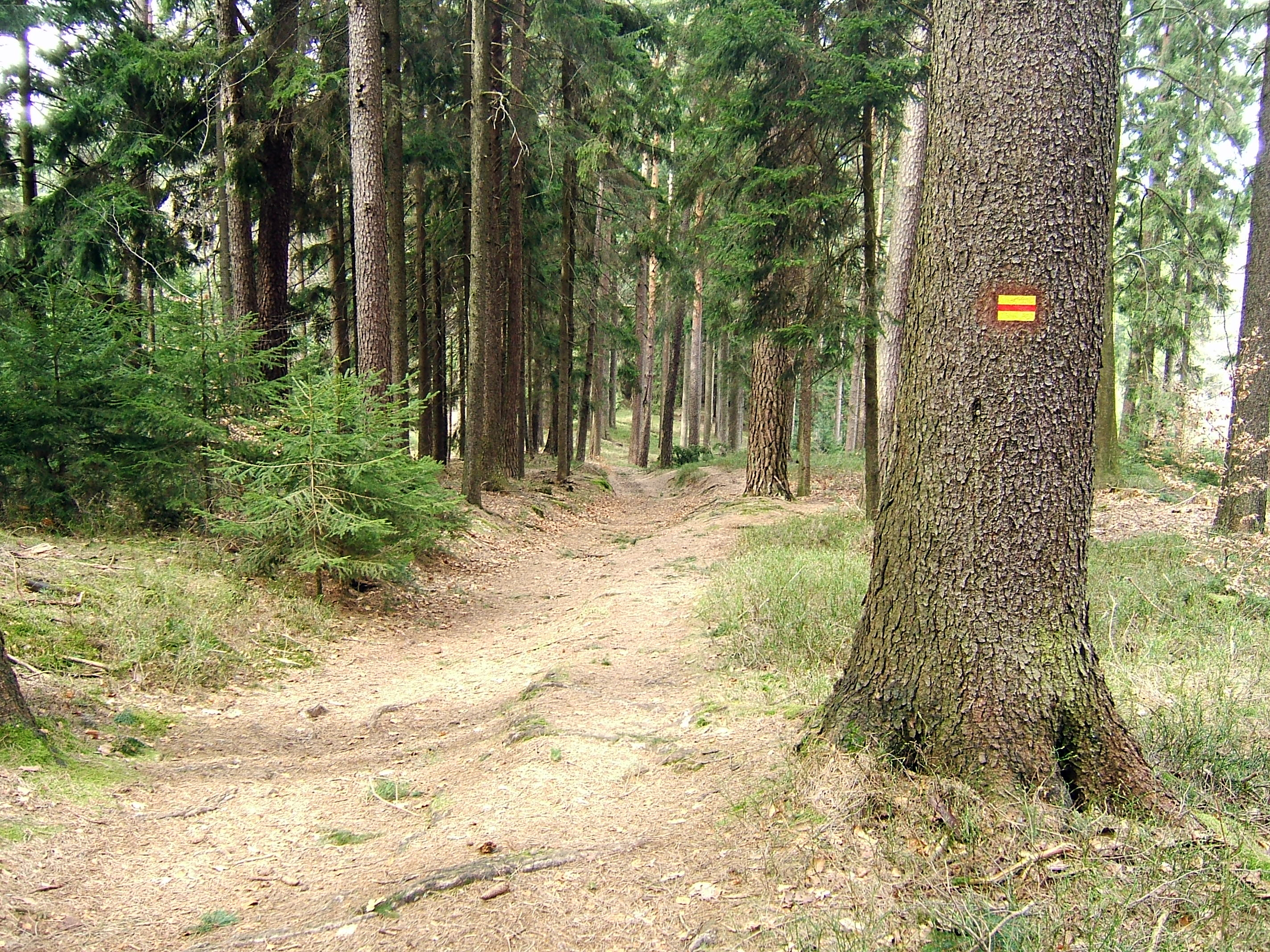
Wegstück der Zeugenbergrunde beim Schlossberg

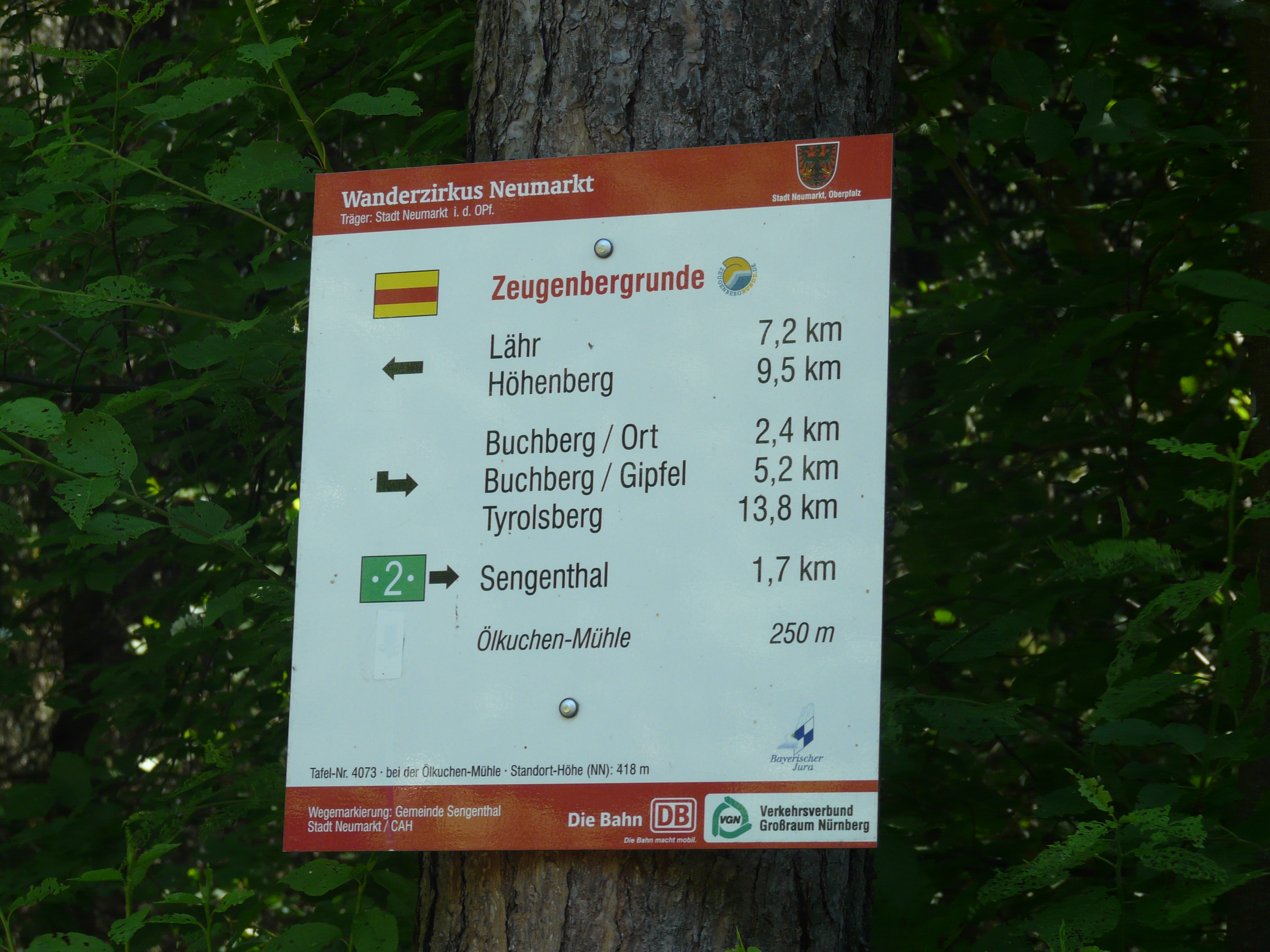
Beschilderung bei Sengenthal

Labersricht – Burgruine Wolfstein – Höhenberg – Wallfahrtskirche Maria Hilf – Lähr – Ludwig-Donau-Main-Kanal – Buchberg – Stauf – Staufer Berg – Hohe Ahnt – Tyrolsberg – Großberg – Grünberg – Schlossberg – Heinzburg – Ludwig-Donau-Main-Kanal – Bodenmühle – Labersricht

## Markierung
Die Zeugenbergrunde ist mit einem roten Querbalken auf gelbem Hintergrund markiert. Das Leitsystem folgt DIN 33466 und den Empfehlungen des Deutschen Wanderverbands.
Gelegentlich findet der Wanderer unterwegs noch die Kennzeichnung des Vorgängerwegs, des Rundwanderwegs Stadt Neumarkt. Dieser war mit einem roten Stadtwappen auf gelbem Grund markiert. Daher lag es nahe, die Farben Gelb und Rot auch für die Zeugenbergrunde zu verwenden.

## Auszeichnung
Der Deutsche Wanderverband hat die Zeugenbergrunde am 31. August 2007 zertifiziert und mit dem Prädikat Qualitätsweg Wanderbares Deutschland ausgezeichnet. Der Weg ist damit einer von mehreren Qualitätswanderwegen im Bereich der Fränkischen Alb, die anderen sind der Frankenweg, der Altmühltal-Panoramaweg, der Fränkische Gebirgsweg, der Jurasteig, der Erzweg, der Frankenalb-Panoramaweg.

## Karten
Die einzige brauchbare Karte für die Begehung der Zeugenbergrunde, wenngleich der Wegverlauf am Südhang des Buchbergs nicht korrekt dargestellt ist: „Erlebnis-Wandern um Neumarkt i.d. Opf.“, Galli-Verlag, ISBN 3-936990-09-3.